# Ghelna canadensis
Ghelna canadensis är en spindelart som först beskrevs av Banks 1897.  Ghelna canadensis ingår i släktet Ghelna och familjen hoppspindlar. Inga underarter finns listade i Catalogue of Life.